# گزارش انگلستان درباره نقض حقوق بشر در ۲۰۱۶
گزارش سالانه انگلستان دربارهٔ نقض حقوق بشر در ۲۰۱۶ توسط وزات خارجه این کشور در تاریخ ۲۱ ژوئیه ۲۰۱۷ به پارلمان و ملکه انگلستان ارائه گردید. بخشی از این گزارش دربارهٔ وضعیت حقوق‌بشر در ایران می‌باشد.

## ایران
در رابطه با وضعیت حقوق بشر در ایران در سال ۲۰۱۶ گزارش شده‌است: «در سال ۲۰۱۶ بهبود اندکی در وضعیت حقوق بشر در ایران بوده‌است. زمینه‌هایی که نگرانی زیادی نسبت به آنها بود یکی استفاده مکرر از مجازات اعدام بوده و دیگری آزادی مذهبی و آزادی بیان بوده‌است.»

### اعدام
در این گزارش به آمار اعدام‌ها در ایران در سال ۲۰۱۶ اشاره شده و نوشته شده‌است: «بنا به تخمین‌ها تنها طی سال ۲۰۱۶ بیش از ۵۳۰نفر اعدام شدند. در حالی که تعدادی از اعدامها علنی نبوده‌است
ایران کماکان به استفاده از مجازات اعدام علیه نوجوانان ادامه داده‌است آنهم در مواردی مانند تخلفات مواد مخدر که مطابق قانون بین‌الملل لزوماً جدی‌ترین تخلف نبوده‌اند.»

### اقلیت مذهبی
در رابطه با وضعیت اقلیت‌های مذهبی و ادامه محدودیت‌های آنها در ایران نیز گزارش شده‌است: «اقلیتهای مذهبی در ایران کماکان با محدودیتها مواجهند. اعضای مذاهبی که به‌لحاظ قانون اساسی به رسمیت شناخته شده‌اند و آنها که به رسمیت شناخته نشده‌اند کماکان از تبعیض در اجرای مسالمت‌آمیز آئین اعتقادی شان رنج می‌برند.
گزارش‌های مختلفی از تصاحب اموال کلیسا و تعقیب کسانی که به مسیحیت گرویده‌اند توسط نیروهای امنیتی بوده‌است.
در مه ۲۰۱۶ هشتمین سالگرد زندانی شدن ۷ رهبر بهاییت بود که به ۲۰سال زندان محکوم شده‌اند. آنها که در ۲۰۰۸ دستگیر شدند در زمره زندانیان عقیدتی در جهان هستند که طولانی‌ترین مدت حبس را باید بگذرانند.»

### سایبری
در رابطه با موضوع سایبری و ایجاد محدودیت برای شهروندان توسط حکومت ایران در گزارش آمده‌است: «مقامات ایرانی کماکان به تلاش‌ها برای محدود ساختن آزادی شهروندان در فضای سایبری ادامه داده‌اند. در دسامبر از صاحبان محبوبترین کانال‌ها در مسجینگ اَپ، تلگرام خواسته شد تا برای ادامه کارشان مجوز دریافت کنند.
گزارشهای مکرر از هک شدن کانالهای تلگرامی توسط پلیس سایبری بوده‌است و صاحبان این کانالها مورد بازجویی قرارگرفتند.
بدنبال این در نوامبر ۲۰۱۵ نیز ۱۷۰نفر از اشخاص بخاطر انتشار محتویات مستهجن به روی اینترنت دستگیر شدند.»

## اقدامات انگلستان
در ادامه گزارش به اقدامات انگلستان برای بهبود وضعیت حقوق‌بشر در ایران اشاره شده‌است منجمله: «انگلستان مستمراً به ایران فشار وارد کرده تا وضعیت حقوق بشر را بهبود بخشد و اینکار را هم از طریق تعامل دوجانبه و هم با شرکای بین‌المللی‌مان شامل سازمان ملل و اتحادیه اروپا پی گرفته‌است.
وزارت خارجه انگلستان: ما در سال ۲۰۱۶ قویا از تمدید دستور کار گزارشگر ویژه حقوق بشر سازمان ملل حمایت کردیم. در دسامبر ما از تصویب قطعنامه حقوق بشر مجمع عمومی در مورد ایران استقبال کردیم.
انگلستان برای حمایت جهانی از این قطعنامه بشدت لابی کرد و این قطعنامه با شمار افزوده یی از آرای مثبت تصویب شد. ما بخصوص بدنبال کار با عاصمه جهانگیر گزارشگر جدید سازمان ملل در زمینه حقوق بشر در ایران هستیم و از ایران می‌خواهیم که به او اجازه ورود به ایران را بدهد.
ما همچنین از دیالوگ آتی بین اتحادیه اروپا و ایران حول حقوق بشر حمایت می‌کنیم.

## منشور روحانی
در اواخر سال ۲۰۱۶، روحانی منشور حقوق شهروندی را اعلام کرد. این منشور در نوع خود برای اولین بار در ایران منتشر شده‌است و این ظرفیت را دارد که تأثیرات مثبتی داشته باشد؛ ولی بسیاری از نکات این منشور در قوانین ایران از قبل وجود داشته و الان تکرار شده‌است، حال باید منتظر ماند و دید که نتیجه خواهد داشت یا نه.